# Bazoș, Timiș
Bazoș (sau Bazoșu Vechi neoficial,pentru a nu se crea confuzie cu Bazoșu Nou ) este un sat ce aparține orașului Recaș din județul Timiș, Banat, România.

## Localizare
Localitatea Bazoș este situată la o distanță de 7 km de orașul Recaș , traficul auto fiind singura cale de acces.
La 1 km de sudul localitații Bazoș hotarul satului este străbătut de Râul Timiș, Dunăre.

## Istorie

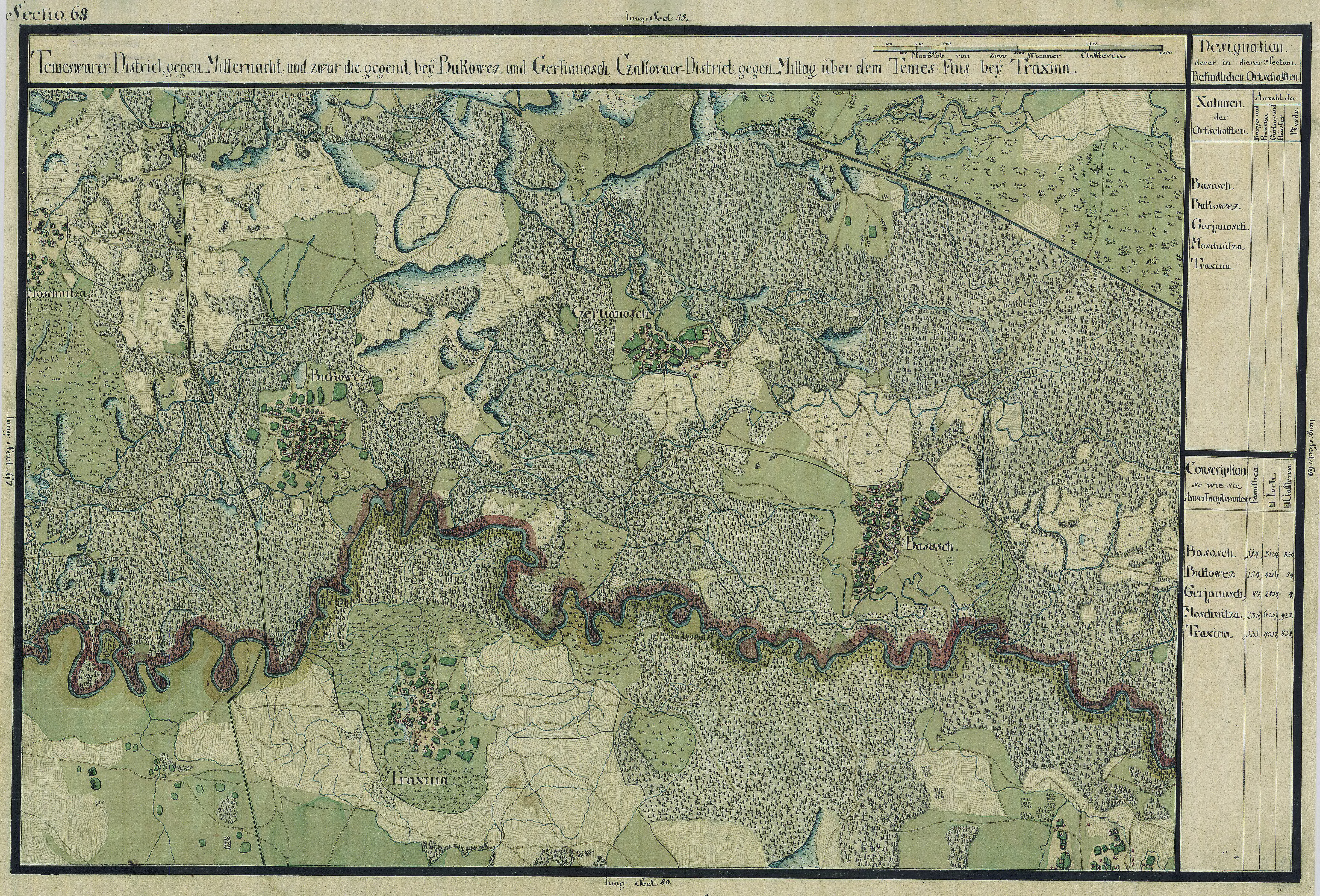
Bazoş în Harta Iosefină a Banatului, 1769-72

Prima atestare documentară a localității datează destul de recent, din 1723, atunci când apare menționată pe harta Contelui Mercy cu numele de Bazos. Nu s-au descoperit mărturii documentare dinainte de 1700, cu toate că în perimetrul satului a fost descoperită o așezare daco-romană. Harta oficială întocmită în 1761 arată localitatea nelocuită, ea existând doar ca prediu. Peste puțin timp apare din nou locuită, cu români. În 1783 apare cu numele de Bassosch. A fost pentru mult timp proprietate a erariului. De la erariu trece în 1867 în proprietatea fraților Ambrozy (sau Ambrozie). A fost tot timpul o localitate românească. De-a lungul secolului XIX, administrația maghiară a stabilit aici circa 30 de familii de maghiari. Localnicii se ocupau în principal cu creșterea vitelor, ovinelor, cultura plantelor, cu albinăritul și cu meșteșugul roților pentru carele cu boi.
Între 1909 și 1914 Ludovic Ambrozy a amenajat și a populat pădurea aparținând moșiei familiei cu zeci de specii botanice provenind de pe continentul nord-american, în special de la arboretumul Universității Harvard. Astfel a luat ființă Parcul Dendrologic Bazoș care apartine de localitatea Bazoșu Nou.
În 1926 pe hotarul de vest al satului, pe moșia care aparținuse lui Ludovic Ambrozy, au fost aduse circa 46 de familii de ardeleni din jurul Sibiului și s-a înființat o nouă localitate cu numele de Bazoșu Nou, localitate ce aparține de comuna Bucovăț, aflată la o distanță de 4 km de localitatea Bazoș drumul fiind insă impracticabil traficului auto.